# Klaus Buchleitner
Klaus Buchleitner (* 21. Jänner 1964) ist ein österreichischer Manager und seit 2012 Generaldirektor der Raiffeisenlandesbank Niederösterreich-Wien als Nachfolger von Erwin Hameseder und der Raiffeisen-Holding NÖ-Wien, wo er Christian Konrad folgte.

## Leben
Buchleitner wurde als Sohn eines Bauern aus dem niederösterreichischen Franzensdorf geboren. Nach dem Studium der Rechtswissenschaften an der Universität Wien sowie dem Abschluss des MBA-Programms am Insead, Fontainebleau, war Buchleitner bei der Girozentrale beschäftigt. Er wechselte 1995 in die Raiffeisen Ware Austria, zuerst als Bereichsleiter für Finanzen und Controlling, dann als Finanzvorstand und war von 2002 bis 2012 als Vorstandsvorsitzender tätig. Von 2003 bis 2012 war Buchleitner Vorstandsmitglied der BayWa AG, München. 2012 wurde er zum Generaldirektor der Raiffeisenlandesbank bestellt.
Buchleitner ist in Geschäftsführungen, Aufsichtsräten und Vorständen tätig, unter anderem in der Agrana Beteiligungs-Aktiengesellschaft (2. ARVors.Stv.), BayWa AG (AR-Vors. Stv.), Leipnik-Lundenburger Invest Beteiligungs Aktiengesellschaft (AR), NÖM AG (AR-Vors.) sowie der Raiffeisen Bank International (AR).

## Auszeichnungen
- 2013: Ehrennadel der Gemeinde Allhartsberg für seine Tätigkeit als mittelbarer Chef der Ybbstaler Obstverwertung in Kröllendorf.[3]
- 2015: Silbernes Komturkreuz des Ehrenzeichens für Verdienste um das Bundesland Niederösterreich[4]
- 2016: Tiroler Adler-Orden in Gold